# Ivona Tubić
Pour les articles homonymes, voir Tubić.
Ivona Tubić, née le 14 avril 1992, est une karatéka croate.
Elle remporte une médaille de bronze en kumite par équipe aux Championnats du monde de karaté 2010 et une médaille de bronze en kumite individuel dans la catégorie des moins de 68 kg aux Championnats d'Europe de karaté 2011.